# ラクシュミー高原

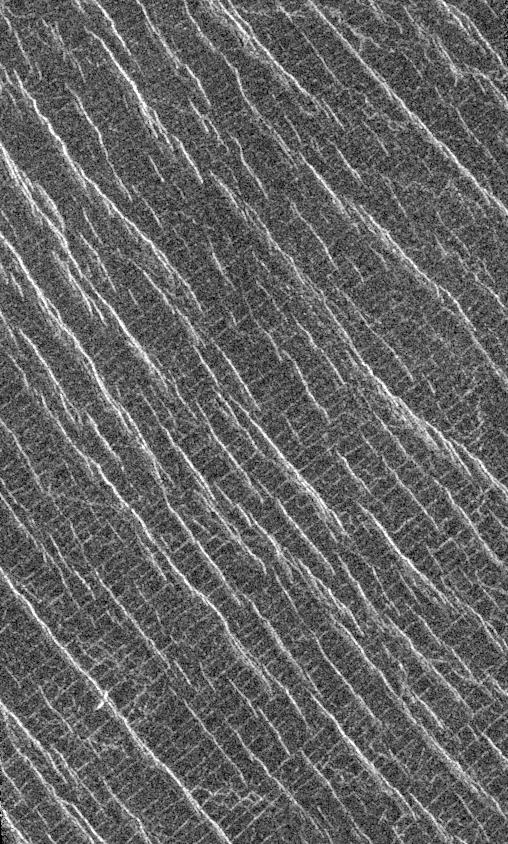
平坦域の線紋

ラクシュミー高原（ラクシュミーこうげん、英: Lakshmi Planum）は、金星の高原である。
直径2,345km、金星の平均半径より3.5から5キロメートル高く、中の平坦域は暗い、滑らかな均質な溶岩流で構成され、激しい褶曲運動によって形成された山脈に囲まれている。
ココママモザイク状の地形はラクシュミー高原の南方に位置する、名前はヒンドゥー教の美と豊穣と幸運の女神ラクシュミーに由来する。